# Anemopaegma chrysoleucum
Anemopaegma chrysoleucum là một loài thực vật có hoa trong họ Chùm ớt. Loài này được (Kunth) Sandwith mô tả khoa học đầu tiên năm 1938.